# NGC 141
NGC 141 é uma galáxia espiral (S/P) localizada na direcção da constelação de Pisces. Possui uma declinação de +05° 10' 46" e uma ascensão recta de 0 horas, 31 minutos e 17,6 segundos.
A galáxia NGC 141 foi descoberta em 29 de Agosto de 1864 por Albert Marth.